# Аджайгарх
Княжество Аджайгарх (бенг. অজয়গড় রাজ্য) — туземное княжество Индии в период британского владычества. Княжество было основано в 1765 году, а его столица находилась в Аджайгархе, штат Мадхья-Прадеш.
Последний правитель Аджайгарха подписал вступление в Индийский Союз 1 января 1950 года.

## История
Аджайгарх был столицей одноимённого княжеского государства во времена британского владычества. Аджайгарх был основан в 1765 году Гуманом Сингхом, который был племянником Раджи Пахара Сингха из княжества Джайnпур. После того, как Аджайгар был захвачен англичанами в 1809 году, он стал княжеским государством в Бундельхандском агентстве Центрального агентства Индии. В 1901 году его площадь составляла 771 квадратная миля (1997 км²), а население — 78 236 человек. Правители носили титул Савай-Махараджа. Его годовой доход оценивался примерно в 15 000 фунтов стерлингов, а дань — в 460 фунтов стерлингов. Махараджа княжества проживал в городе Новгонг у подножия холма-крепость Аджайгарх, от которой государство и получило свое название. Этот форт, расположенный на крутом холме, возвышается более чем на 800 футов (244 м) над одноимённым поселком и содержит руины нескольких храмов, украшенных искусно вырезанными скульптурами. Город часто страдал от малярии и сильно пострадал от голода в 1868—1869 и 1896—1897 годах.
Государство Аджайгарх присоединилось к Индийскому союзу 1 января 1950 года. Правящему князю был предоставлен личный кошелек в размере 74 700 рупий, а также разрешено использование его стилей и титулов. Все они были отменены правительством Индии в 1971 году, когда эти привилегии были отменены у всех бывших индийских князей. Бывшее княжество Аджайгарх стало частью нового индийского штата Виндхья-Прадеш, а большая часть территории бывшего княжества, включая город Аджайгарх, вошла в состав округа Панна, причем меньшая часть отошла к округу Чхатарпур. Виндхья-Прадеш был присоединен к штату Мадхья-Прадеш 1 ноября 1956 года.

## Правители
Правители государства принадлежали к династии Бундела.

### Раджи
- 1765—1792: Гуман Сингх (? — 1792)
- 1792—1793: Бахт Сингх (1-е царствование) (? — 1837)
- 1793—1802: Али Бахадур (узурпатор)
- 1802—1804: Шамшер Бахадур (узурпатор)
- 1804—1807: Лакшман Дада (узурпатор)
- 1807—1837: Бахт Сингх (2-е царствование) (? — 1837)
- 1837—1849: Мадхо Сингх (? — 1849)
- 1849—1853: Махипат Сингх (? — 1853)
- 1853—1855: Биджал Сингх (? — 1855)
- 1855—1859: междуцарствие
- 1859—1877: Ранджор Сингх (1844—1919)

### Савай Махараджи
- 1877—1919: Ранджор Сингх (1844—1919)
- 1919—1942: Бхопал Сингх (1866—1942)
- 1942—1948: Пунья Пратап Сингх (1884—1958)

### Титульные Махараджи
- 1948—1958: Пунья Пратап Сингх (1884—1958)
- 1958—1984: Девендра Виджая Сингх
- 1984 — настоящее время: Аджай Радж Сингх.